# Мюнценберг (замок, Гессен)
Мюнценберг (нем. Burg Münzenberg) — руины средневекового замка к югу от города Мюнценберг в районе Веттерау в земле Гессен в Германии. Является одним из самых крупных немецких средневековых замковых комплексов.

## Расположение
Замок Мюнценберг расположен на высоком холме на высоте 239 метров над уровнем моря над одноимённым городом. Основание замка покоится на массивном базальтовом скалистом гребне.

## История

### От фон Арнсбургов к фон Мюнценбергам
По инициативе министериала Салической династии по имени Куно около 1000 года рядом с монастырём Арнсбург у городка Лих в долине реки Веттер началось возведение каменного замка для защиты окружающих земель. В 1064 году его потомок Куно фон Арнсбург женился на Матильде фон Байльштейн, родственнице императора Генриха III. Родившаяся в этом браке дочь Гертруда фон Арнсбург вышла замуж за Эберхарда фон Хагене из Драйайха. Молодожёны выбрали Арнсбург местом своего жительства и отныне стали именоваться фон Хаген и Арнсбург. Их внук Конрад II и его жена Луитгарт основали бенедиктинский монастырь в Альтенбурге на месте бывшего римского форта (каструма), который принадлежал аббатству Фульда. В качестве благодарности они получили от Фульдского аббатства малонаселённые земли Мюнценберга в 1151 году. После 1156 года супруги переселились в возвышавшийся на холме замок. Их сына Куно I, родившегося в 1151 году, уже звали фон Мунценберг. С его именем новый наследственный замок впервые упоминается в 1162 году в документах императора Фридриха I Барбароссы.
Расширение замка, которое проводил Куно I фон Мюнценбергом с середины 1150-х годов привело к возникновению у подножия холма одноимённого поселения. Будучи королевским камергером, Куно I фон Мунценберг неоднократно сопровождал императора Фридриха I Барбароссу в его походах в Италию. Вскорости Куно I возвысился до влиятельного правителя области Веттерау. Особое расположение Гогенштауфенов он заслужил, когда  чётко выразил свою поддержку этой династии во время конфликта в 1198 году, когда выступил на стороне Филиппа Швабского, брата скончавшегося императора Генриха VI.
Считается, что в период Куно I фон Мюнценберга были построены основные части системы кольцевых стен вокруг жилой резиденции, созданной в романском стиле, главных ворот и часовни, а также кухонной пристройки. Считается, что к 1174 году основная фаза строительства внутренних зданий завершилась, но кольцо стен оставалось незавершённым. Хотя Куно I приобрёл важные привилегии и права в Веттерау, но ему не хватало средств на завершение стройки. Он умер в 1207 году, а его единственный сын Ульрих II фон Мюнценберг остался бездетным. Таким образом в 1255 году мужская линия рода фон Мюнценберг пресеклась.

### Фон Фалькенштайны

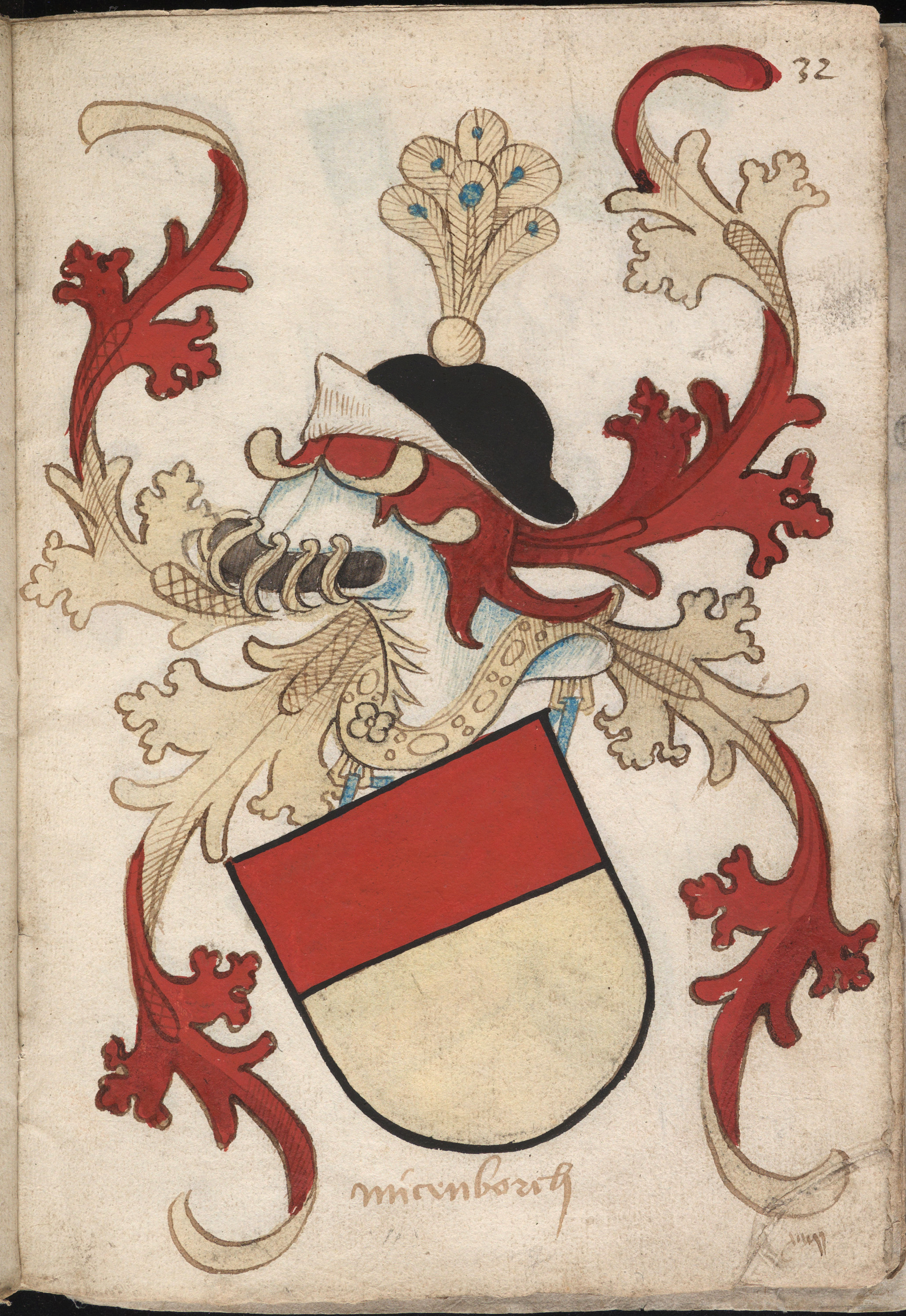
Герб рода фон Фалькенштайн-Мюнценберг

Наследие Ульриха II было разделено между его сестрами. Изегарда фон Мунценберг вышла замуж с Филиппа фон Фалькенштайна, который и стал новым владельцем замка. Около 1260 года при новом собственнике продолжилось строительство крепостных укреплений. Кроме того в северной части комплекса была построена новая резиденция, впоследствии назван именем Филиппа фон Фалькенштайна. Вскоре завершилось создание сплошной линии стен, которые к тому же стали значительно выше. Одновременно была построена цитадель в западной части замкового комплекса.
В 1296 году министериал фон Фалькенштейн решил покинуть замок Мюнценберг и переселиться в Лич. В 1418 году со смертью архиепископа Трирского, Вернера фон Фалькенштейна, род Фалькенштейнов пресёкся. Их владения, в частности замок Мюнценберг унаследовала семья графов фон Сольмс.

### Фон Сольмсы

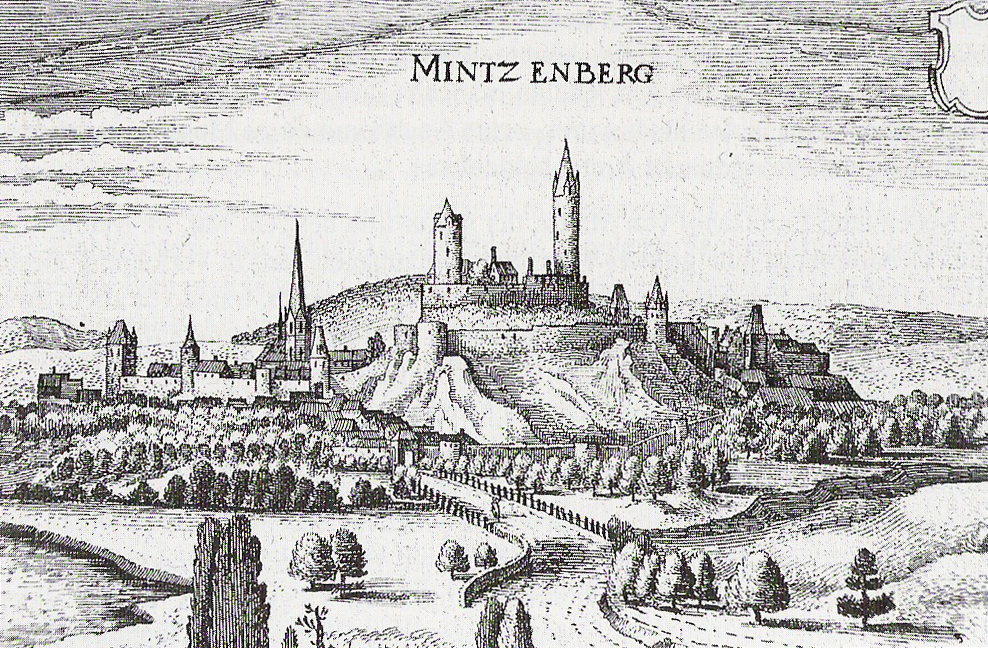
Замок Мюнценберг в 1620 году на картине Маттеуса Мериана

В 1424 году после 125 лет затишья в замке Мюнценберг начались работы по расширению крепости и реконструкции прежних зданий. Новый владелец Бернхард фон Сольмс-Браунфельс приказал возвести новую высокую башню над центральными воротами. Был создан форбург и дополнительная внешняя кольцевая стена.
В 1514 году род фон Солмс-Лич, чья линия отделилась от фон Сольмс-Браунфельсов, оказался хозяином Мюнценберга. В замке началась новая реконструкция. Прежние романские здания были перестроены в стиле поздней готики. Кроме того, сообразно веяниям времени, в частности из-за активного развития артиллерии, были серьёзно изменены многие фортификационные сооружения. Во внешней кольцевой стене появились оборудованные для орудий. Эти башни хорошо видны на рисунках Маттеуса Мериана, которые он сделал в 1620 году.
Однако в годы Тридцатилетней войны мощные укрепления не спасли Мюнценберг. Около 1621 года войска испанских Габсбургов захватили замок и стали использовать его как опорную базу в данном регионе.Именно отсюда испанцы направились к месту  битвы при Флёрюсе в 1622 году. Серьёзный урон замку нанесла мощная бомбардировка, организованная в 1628 году солдатами имперского командующего Альбрехта фон Валленштейна. К концу войны, в 1648 году, замок Мюнценберг представлял из себя лишь руины.
Представители семьи фон Сольмсов не имел средств на реконструкцию крепости. После 1648 года нет никаких упоминаний о восстановительных работах. Однако сохранились документы о том, что местных жителей несколько раз штрафовали, когда они пытались использовать камни руин в качестве стройматериала для собственных построек.
Замок пришёл в полный упадок.

### Попытки сохранения крепости и реставрации
В 1846 году на волне интереса к германской истории по инициативе местных властей началось восстановление отдельных частей замка и укрепление кладки. Однако планы по полному восстановлению крепости из-за огромных затрат были забыты. В 1894 и 1900 годах проводился очередной комплекс работ по укреплению сохранившихся фрагментов.
В 1935 году замок окончательно перешёл во владение властей земли Гессен. С 1960 года проводились работы по благоустройству, позволившие туристам беспрепятственно проходить в замок и сделавшие руины живописным место прогулок.
Проводившиеся раскопки доказали существование построек, которые располагались на месте Мюнценберга задолго до его первого упоминания в документах.

## Современное использование
Замок Мюнценберг открыт для посещения круглый год. Вход на территорию внутри крепости платный.
В рамках ежегодного феситиваля «Культурное лето Мюнценбурга», который устраивает Ассоциации друзей замка и администрация города, на территории крепости на открытой сцене проводятся спектакли. С 2002 года здесь же проходит праздник средневекового рынка. Правда, в последние годы из соображений безопасности мероприятие проводится не внутри, а снаружи замка. С 2012 года в комплексе устраиваются бои реконструкции средневековых рыцарских турниров. Для победителей учреждён специальный приз — «Орёл из Мюнценберга».
В 1971 году местом на территории замка проходили съёмки немецкого фильма «Liebe ist nur ein Wort».
В мае 2017 года была отклонена заявка на установку четырёх ветровых турбин высотой 200 метров в соседнем местности Вонбах, в 3,5 километрах от крепости, так как вид ветряков серьёзно менял живописные ландшафты вокруг Мюнценберга.

## Галерея

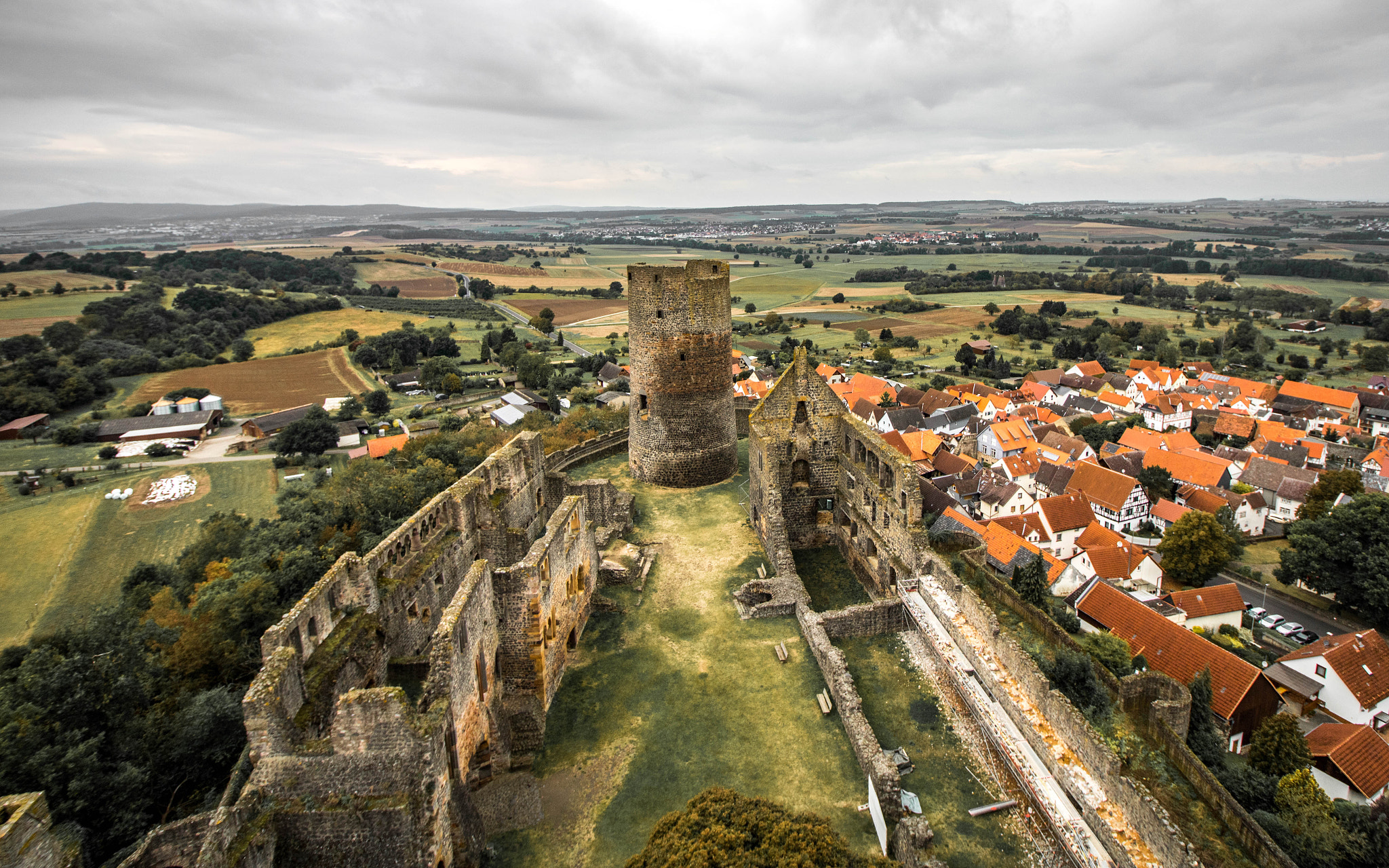
Внутренний вид крепости с высоты восточной башни
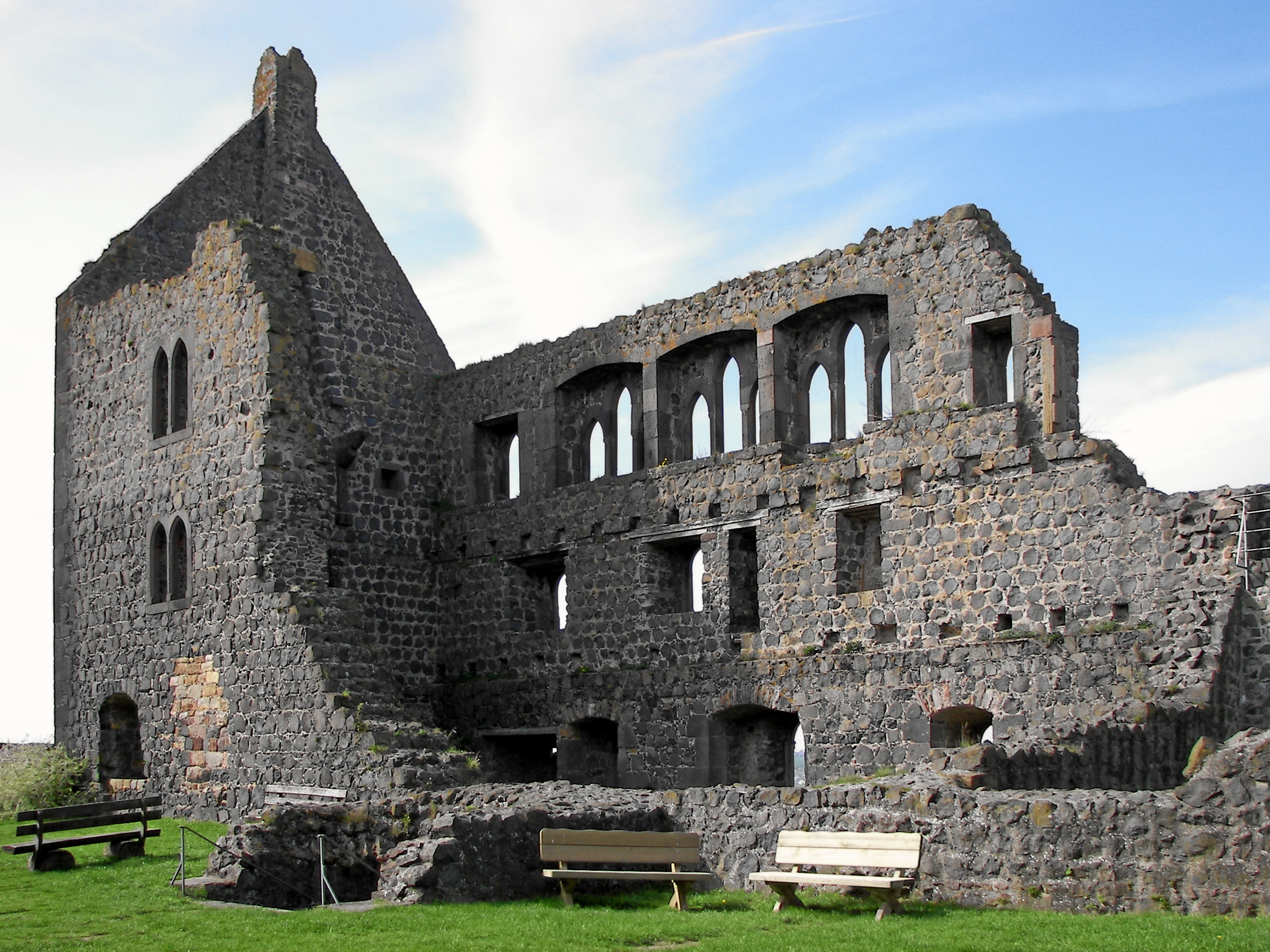
Руины дворца, построенного родом фон Фалькенштайн
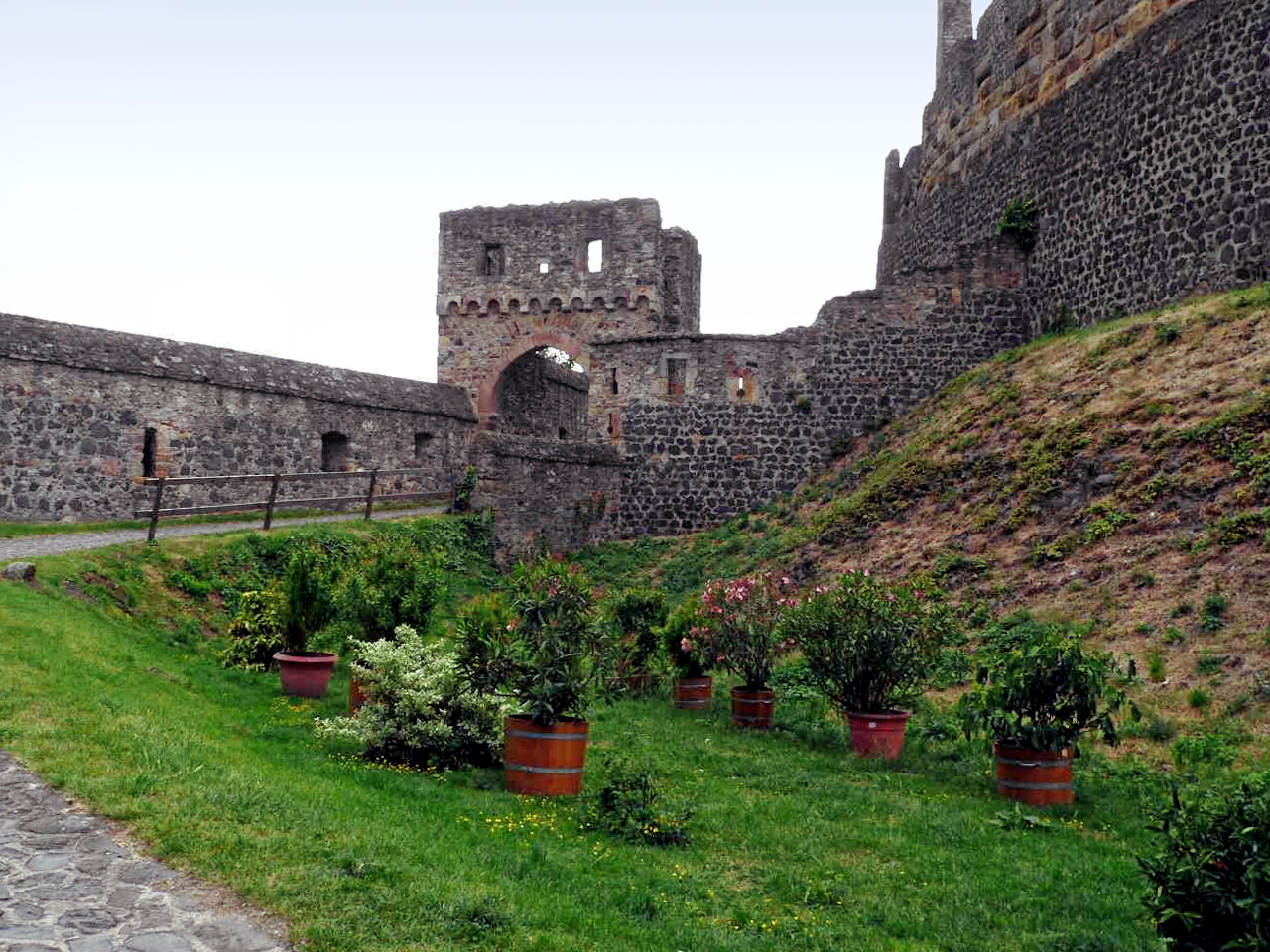
Внутреннее пространство форбурга замка
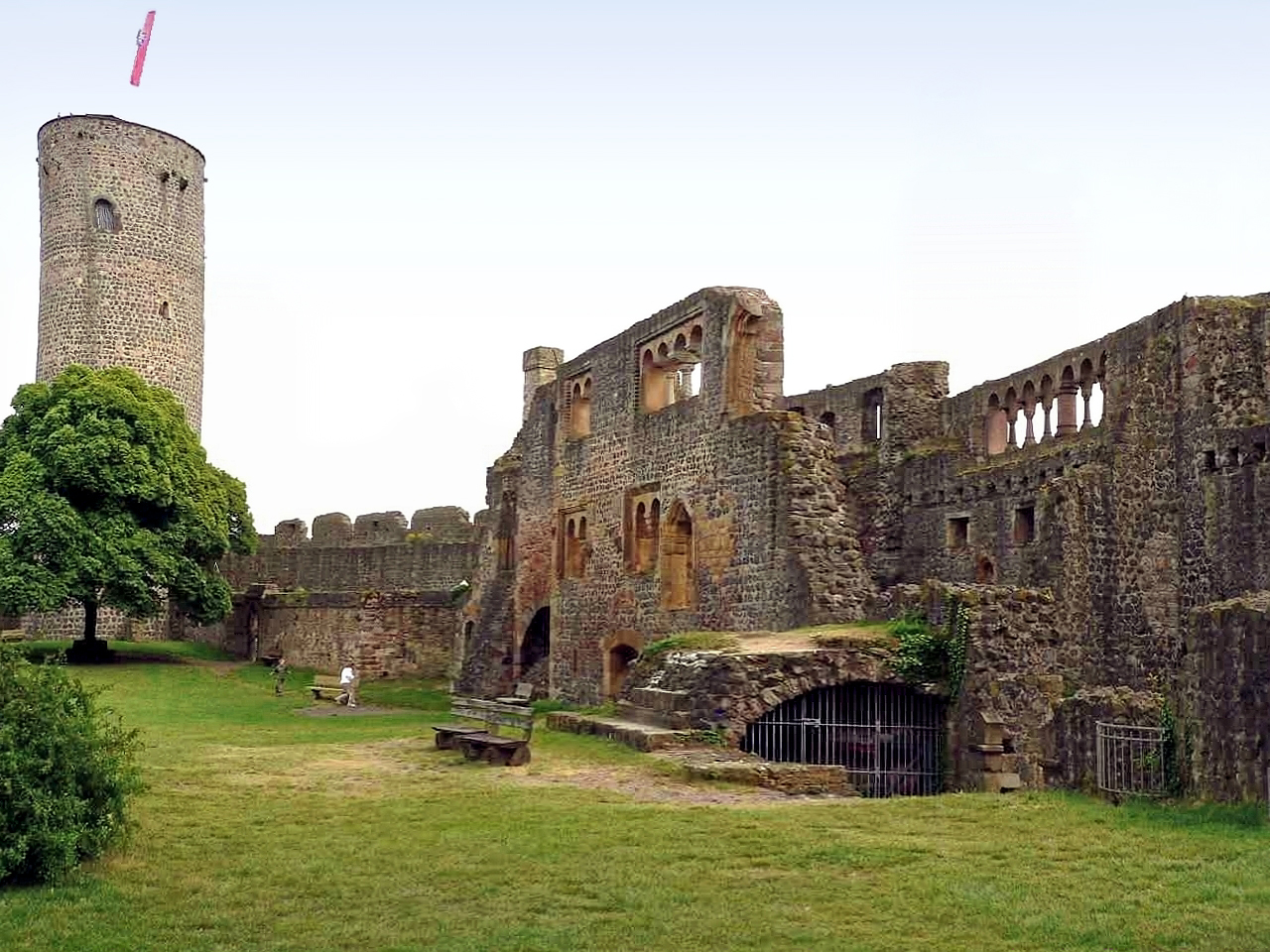
Внутренний двор и руины бывшей резиденции
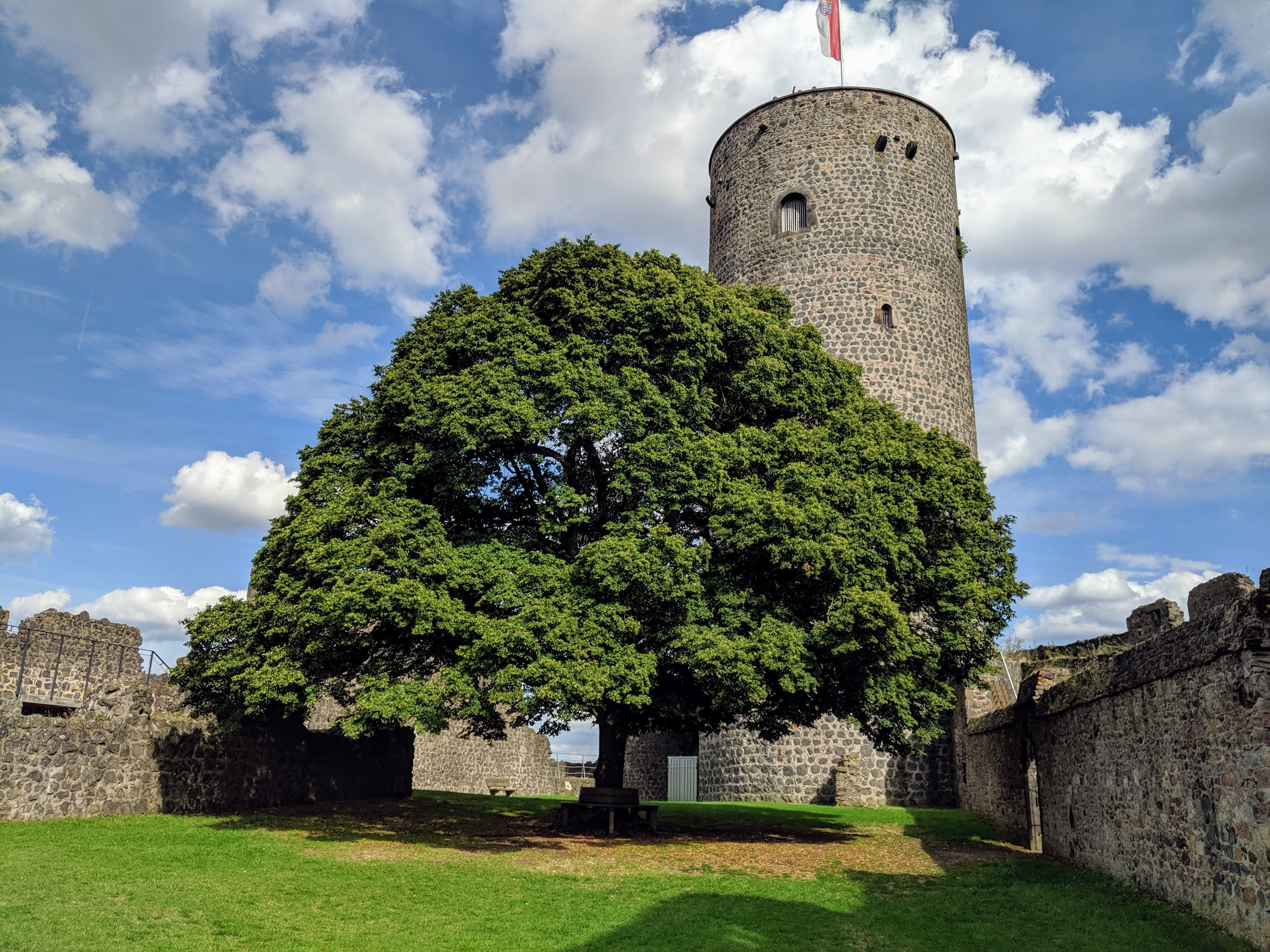
Восточный бергфрид
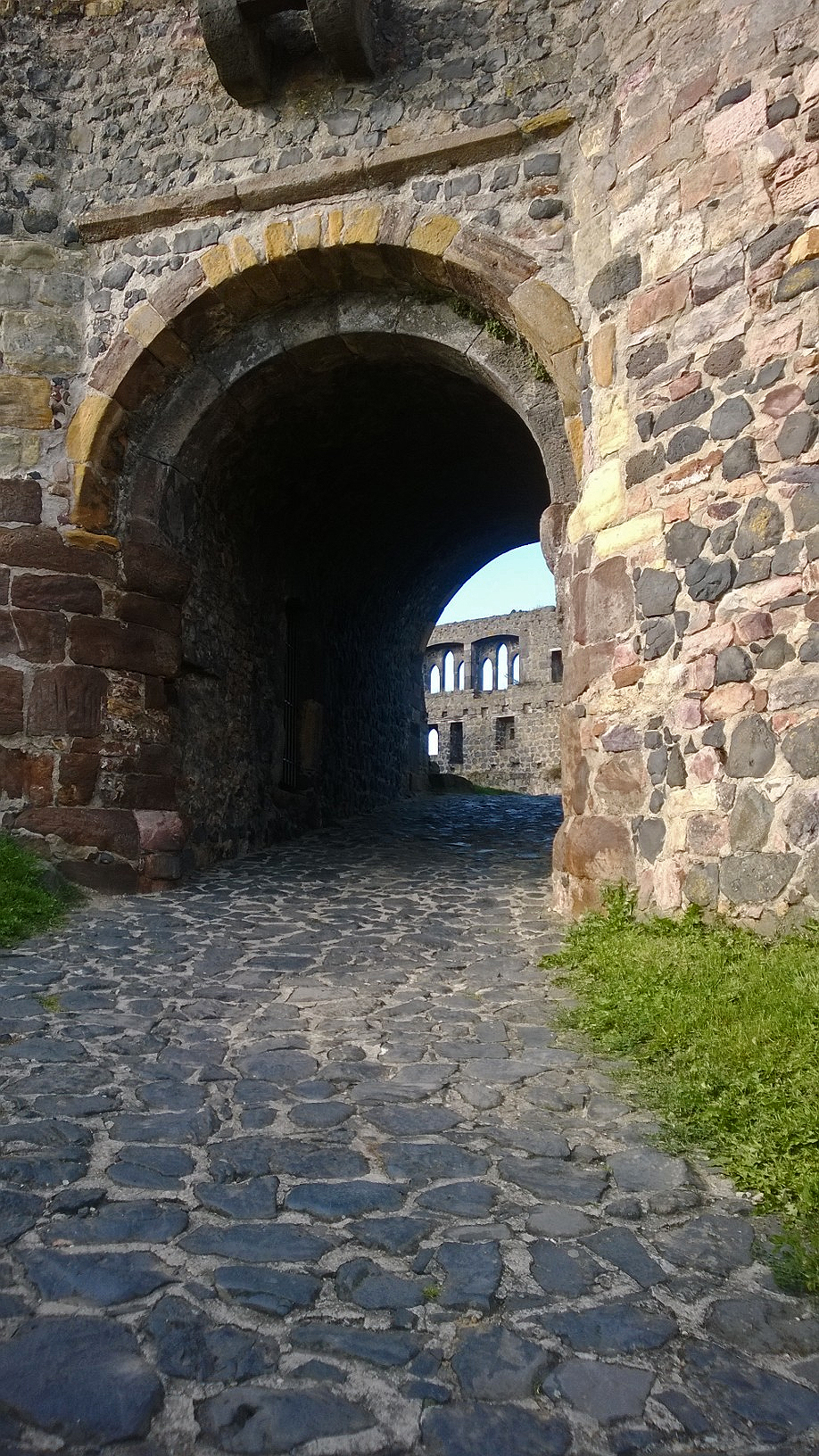
Ворота, ведущие в крепость